# Região Geográfica Imediata de Dracena
A Região Geográfica Imediata de Dracena é uma das 53 regiões imediatas do estado brasileiro de São Paulo, uma das quatro regiões imediatas que compõem a Região Geográfica Intermediária de Presidente Prudente e uma das 509 regiões imediatas no Brasil, criadas pelo IBGE em 2017.
É composta por 12 municípios, tendo uma população estimada pelo IBGE para 1.º de julho de 2017, de 134 594 habitantes e uma área total de 3 303,237 km².

## Municípios
Fonte: IBGE – Cidades
| Município              | População Estimada (2017) | Área (km²) |
| ---------------------- | ------------------------- | ---------- |
| Dracena                | 46 324                    | 487.688    |
| Flora Rica             | 1 571                     | 224.711    |
| Irapuru                | 8 248                     | 214.461    |
| Junqueirópolis         | 20 353                    | 582.565    |
| Monte Castelo          | 4 190                     | 233.547    |
| Nova Guataporanga      | 2 304                     | 34.158     |
| Ouro Verde             | 8 440                     | 266.778    |
| Panorama               | 15 619                    | 356.05     |
| Paulicéia              | 7 147                     | 374.091    |
| Santa Mercedes         | 2 945                     | 166.753    |
| São João do Pau d'Alho | 2 132                     | 117.665    |
| Tupi Paulista          | 15 321                    | 244.77     |
| Total                  | 134 594                   | 487,688    |